# CS Mioveni

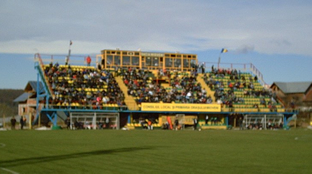
Stadion van CS Mioveni

Clubul Sportiv Mioveni is een Roemeense voetbalclub uit Mioveni. De club promoveerde in 2007 voor het eerst naar de hoogste klasse. De club werd zestiende op achttien clubs en werd meteen weer naar de tweede klasse verwezen. In 2011 promoveerde de club weer naar de Liga 1 maar degradeerde direct weer terug. Tussen 2001 en 2010 was de naam  Dacia Mioveni. In 2021 kon de club opnieuw promotie afdwingen na een overwinning in de eindronde tegen eersteklasser FC Hermannstadt. 

## Eindklasseringen
| 6 |

| 3 |

| 1 |

| 3 |

| 7 |

| 8 |

| 2 |

| 16 |

| 6 |

| 3 |

| 3 |

| 18 |

| 8 |

| 8 |

| 2 |

| 4 |

| 4 |

| 9 |

| 7 |

| 3 |

| 3 |

| 12 |

| 16 |

| 5 |

| Liga 1 | Liga 2 | Liga III |

Tot 2006/07 stond de Liga 1 bekend als de Divizia A. De Liga 2 als Divizia B en de Liga III als Divizia C.

## Bekende (ex-)spelers
- Cristian Tănase
- Ilie Bărbulescu